# Ivantosaurus ensifer
Ivantosaurus ensifer è un terapside estinto, probabilmente appartenente ai biarmosuchi. Visse nel Permiano medio (circa 269 - 267 milioni di anni fa) e i suoi resti fossili son stati ritrovati in Russia. Fu probabilmente il più grande predatore del Permiano.

## Descrizione
Questo animale è noto solo per una mascella e un osso quadrato rinvenuti in associazione, ed è quindi impossibile ricostruirne l'aspetto complessivo. Dal raffronto con altri animali simili quali Eotitanosuchus e Biarmosuchus, si può ipotizzare che Ivantosaurus fosse un enorme carnivoro terrestre, dalle zampe possenti poste leggermente ai lati del corpo. Il solo cranio doveva essere lungo circa un metro, mentre l'animale intero potrebbe essere stato lungo circa 6 metri; le dimensioni dovevano superare anche quelle dei grandi anteosauridi. La mascella era corta e alta, e vi erano due canini superiori, lunghi e acuminati, dagli assi inclinati in avanti. Non è chiaro se questi "doppi canini" fossero a tutti gli effetti presenti contemporaneamente per gran parte della vita dell'animale o se fossero denti sostitutivi non ancora espulsi. La stessa caratteristica si riscontra anche in alcuni terocefali, come Lycosuchus.

## Classificazione
Ivantosaurus ensifer venne descritto per la prima volta nel 1983 da Chudinov, sulla base di resti fossili rinvenuti ella località di Echovo nella provincia di Ocher (regione di Perm') nella Russia europea. È possibile che Ivantosaurus rappresentasse una forma gigante di Eotitanosuchus o forse un esemplare adulto di questo genere (se i fossili di Eotitanosuchus rappresentassero esemplari giovani). Altre ricerche, tuttavia, indicano che Ivantosaurus era un genere a sé stante, seppur imparentato con Eotitanosuchus (Sigogneau-Russell, 1989).